# Sumiyuki Kotani
Sumiyuki Kotani (小谷澄之?; Prefettura di Hyōgo, 3 agosto 1903 – 19 ottobre 1991) è stato un judoka e lottatore giapponese, allievo di Kanō Jigorō ha ottenuto il decimo dan.

## Biografia
Kotani studiato al Tokyo College of Education e dal 1921 ha praticato judo sotto Kanō Jigorō. 
Nel 1932 partecipa alle Olimpiadi di Los Angeles come atleta della selezione nipponica nella lotta. Verrà sconfitto Terzo turno nella categoria dei pesi medi.
Kotani è stato molto attivo nel promuovere judo in tutto il mondo ed è stato per molti anni il direttore della divisione internazionale presso il Kōdōkan. Fu anche professore alla Università di Tokai. Nell'aprile 1984 ha ricevuto dal Kodokan il decimo dan. Fu vice presidente della Federazione Judo All Japan. 
Morì il 19 ottobre 1991.